# UBI Banca
Die UBI Banca S.p.A. (Unione di Banche Italiane) war ein börsennotiertes italienisches Kreditinstitut mit Sitz in Bergamo. Im Jahr 2021 wurde das Unternehmen von der Großbank Intesa Sanpaolo übernommen und in den Konzern eingegliedert.

## Geschichte
Am 1. Juli 2003 entstand BPU (Banche Popolari Unite) durch die Fusion der Finanzunternehmen Banca Popolare di Bergamo-CV, Banca Popolare Commercio e Industria und Banca Popolare di Luino e Varese.
2006 übernahm BPU (Banche Popolari Unite) das Unternehmen Prestitalia. Am 1. April 2007 erfolgte die Fusion mit der Banca Lombarda, woraus UBI Banca hervorging.